# São Pedro do Paraná
São Pedro do Paraná é um município brasileiro do estado do Paraná. Sua população estimada em 2004 era de 2.477 habitantes.